# Rock and Roll All Nite
Rock and Roll All Night je píseň americké rockové skupiny Kiss vydaná na albu Dressed to Kill. Píseň vyšla na A-straně jako pátý singl skupiny. Na B-straně byla píseň Getaway. Song se postupem let stal hymnou skupiny a uzavíral téměř každý koncert od roku 1976. V roce 2008 se na stanici VH1 píseň umístila jako 16 největší hard rocková píseň všech dob.

## Nahrávání
Píseň napsal Paul Stanley a Gene Simmons na žádost nahrávací společnosti, která po skupině požadovala hitový singl. Na studiovém albu se song neujal tak jak se předpokládalo, ale když vyšel v koncertní verzi na albu Alive!, stal se z písně hit.

## Živá vystoupení
Píseň „Rock and Roll All Night“ se okamžitě stala součástí koncertů skupiny. Dostala pevné místo každého setlistu jako závěrečná píseň celého koncertu a nahradila tak do té doby používanou závěrečnou píseň „Let Me Go, Rock 'n' Roll“ z alba Hotter Than Hell.

## Další výskyt
„Rock and Roll All Nite“ se objevila na následujících albech Kiss:
- Dressed to Kill - originální studio verze
- Alive! - koncertní verze
- Double Platinum - studiová verze
- Killers - koncertní verze
- Smashes, Thrashes & Hits - remix studio verze
- Alive III - koncertní verze
- Kiss Unplugged - akustická koncertní verze
- You Wanted the Best, You Got the Best!! - koncertní verze
- Greatest Kiss - studiová verze
- The Box Set - studio & koncertní verze
- The Very Best of Kiss - koncertní verze
- Kiss Symphony: Alive IV - koncertní verze s Melbournským symfonickým orchestrem
- The Best of Kiss, Volume 1: The Millennium Collection - koncertní verze
- Gold - koncertní verze

## Sestava
- Paul Stanley – zpěv, rytmická kytara
- Gene Simmons – zpěv, basová kytara
- Ace Frehley – sólová kytara, basová kytara
- Peter Criss – zpěv, bicí, perkuse